# عمار مالك
عمار مالك (بالإنجليزية: Ammar Malik)‏ هو كاتب أغاني أمريكي، ولد في 22 يونيو 1987 في فرجينيا الشمالية في الولايات المتحدة.

## وصلات خارجية
- عمار مالك على موقع ميوزك برينز (الإنجليزية)
- عمار مالك على موقع ديسكوغز (الإنجليزية)